# 汪村镇
汪村镇，是中华人民共和国安徽省黄山市休宁县下辖的一个乡镇级行政单位。

## 行政区划
汪村镇下辖以下地区：
汪村、回源村、田里村、大连村、山后村、桃源村和杨源村。

## 文物保护
汪村镇境内拥有1项全国重点文物保护单位：中共皖浙赣省委驻地旧址（8-0599-5-083）